# Newmarket (Anglie)
Newmarket je město v hrabství Suffolk, zhruba 105 kilometrů severně od Londýna. V roce 2011 v něm žilo 20 384 osob.
Newmarket je jedním z nejdůležitějších středisek chovu plnokrevníků na světě. Nachází se v něm největší tréninkové středisko dostihových koní na světě a na dostihovém závodišti se každoročně konají mimo jiné i dva klasické dostihy, 1000 guineí a 2000 guineí.

## Historie
Jméno Newmarket se vyvinulo ze starého Novum Forum (Nový trh) doloženého v latinsky psaném textu již z doby kolem roku 1200. Již ve 12. století se v oblasti rovněž provozovaly dostihy.
Když v roce 1605 navštívil místo král Jakub I., ještě označil Newmarket za chudou malou vesnici. Za anglické občanské války zde král Karel I. odmítl kapitulovat a později zde byl vězněn, přestože Newmarket zůstal převážně royalistický. Smrt Karla I. znamenala i velké škody pro Newmarket, zdejší královský palác založený Jakubem I. byl z větší části stržen. Ovšem ve druhé polovině 17. století jej často navštěvoval Karel II., který nechal vybudovat nový palác.

## Chov koní a dostihový sport

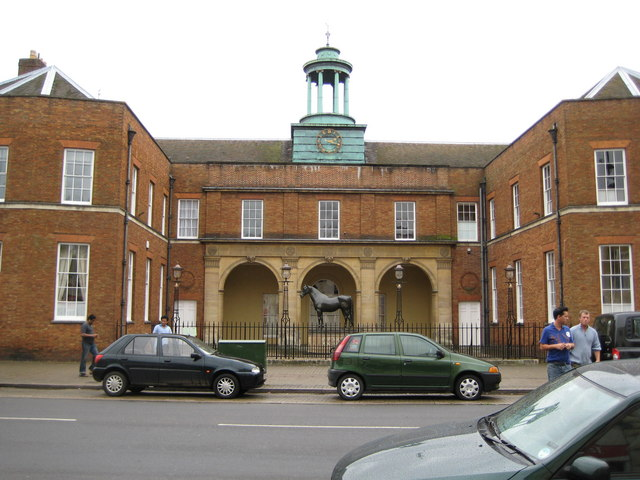
Vstup do Jockey Clubu v Newmarketu

Dostihy v okolí Newmarketu jsou zaznamenané již ve 12. století. K velkému rozvoji dostihového sportu přispěli králové Jakub I. a Karel I., který v roce 1634 pořádal první dostihový pohár.
V Newmarketu je více než 50 dostihových stájí, ve kterých je ustájeno na 3000 koní, a dvě velká dostihová závodiště. Hlavní dráha nese jméno The Rowley Mile a konají se na ní vždy první víkend v květnu prestižní dostihy 1000 guineí a 2000 guineí.
Anglický Jockey Club má sice svou úřadovnu v Londýně, ale klub se nachází v Newmarketu.
Ve městě se nachází Národní dostihové muzeum (National Horseracing Museum) a nově budovaný Dostihový dům (Home of Horseracing).

## Známé osobnosti
- Frankie Dettori – žokej
- Sir Michael Stoute – dostihový trenér
- William Thomas Tutte – matematik a kryptolog

## Newmarket v literatuře
Čeští čtenáři znají Newmarket z díla spisovatele detektivních románů Dicka Francise, zpravidla v překladu Jaroslavy Moserové.